# ألبرت محرابيان
ألبرت محرابيان (بالإنجليزية: Albert Mehrabian)‏ المولود عام 1939 لأسرة أرمنية بإيران، أستاذ في علم النفس بجامعة كاليفورنيا. اشتهر محرابيان بنشره كتبا عن بلاغة الرسائل الكلامية وغير الكلامية، ووضعه لقاعدة السبعة والثمانية والثلاثين والخمسة والخمسين بالمائة.

## قاعدة محرابيان
- قاعدة السبعة والثمانية والثلاثين والخمسة والخمسين بالمائة أو قاعدة 7% - 38% - 55%

أي أن مايصل من خلال المحادثة وجها لوجه مع شخص آخر يكون 7% فقط يكون بالكلمات و 38% بنبرة الصوت و 55% بلغة الجسد